# زنبور برگ‌بر یونجه
زنبور برگ‌بُر یونجه (نام علمی: Megachile rotundata) نام یک گونه از سرده زنبورهای برگ‌بر است.